# Polydora normalis
Polydora normalis är en ringmaskart som beskrevs av Francis Day 1957. Polydora normalis ingår i släktet Polydora och familjen Spionidae. Inga underarter finns listade i Catalogue of Life.